# ピアチェンツァの戦い
ピアチェンツァの戦い（ピアチェンツァのたたかい、イタリア語: Battaglia di Piacenza）は、オーストリア継承戦争中の1746年6月16日に戦われた、フランス＝スペイン連合軍とオーストリア軍の間の戦闘。戦闘は戦争後期にイタリア北部のピアチェンツァで行われ、ヨーゼフ・ヴェンツェル・フォン・リヒテンシュタイン率いるオーストリア軍が勝利した。
フランツ・ヨーゼフ・フォン・リヒテンシュタイン（後にリヒテンシュタイン公）やルイ＝ジョゼフ・ド・モンカルムなども参戦した。

## 連合軍の情勢
オーストリア軍とサルデーニャ王国軍が別行動をとり、サルデーニャ軍がバッシニャーナの戦いで敗れると、フランス＝スペイン連合軍は次なる行動を模索した。スペインはトリノかミラノを占領しようとしたが、フランスがサルデーニャ王カルロ・エマヌエーレ3世との交渉に入ったため選択肢は実質的には後者しかなかった。そのため、ガージェ伯爵率いるスペイン軍は1745年11月28日にロンバルディアへの侵攻を始めた。オーストリア軍の指揮官ヨーゼフ・ヴェンツェル・フォン・リヒテンシュタインは人数不足もあり自軍では対抗し得ないと考えて撤退、ミラノは抵抗せずに降伏した。年末にはロンバルディアのほとんどがスペインの手に落ちた。
1746年のはじめの時点では、連合軍はマントヴァ以外のロンバルディア全体、およびサルデーニャ王国の大陸部にあたるサヴォイア公領の約5分の4を占領していた。フランス宮廷はカルロ・エマヌエーレ3世と交渉を始めて彼をオーストリアとの同盟から脱落させようとした。同時にマイユボワ元帥はアレッサンドリアを包囲していた。全ての情勢は、スペインのフェリペ王子がその新しい領地たるパルマ公国を確保していたように見えた。

## カルロ・エマヌエーレ3世、イタリア戦役を再開
1745年12月25日、プロイセン王国とオーストリアの間でドレスデン条約が締結された。条約は主に大陸ヨーロッパの事項について扱ったが、イタリア戦役にも多大な影響を及ぼした。すなわち、ドイツ戦役が終結したことでオーストリア軍の大半をイタリアに振り向けることができた。フランスとスペインはとりたてて行動を起こさず、カルロ・エマヌエーレ3世はオーストリア軍の増援に連合軍が敵うはずもないと考えた。
フランスとの交渉はまだ続いていたが、オーストリアとの同盟を継続した方が有利であると考えたカルロ・エマヌエーレ3世はオーストリアの増援が来るまで時間を稼ごうとした。それを最も簡単に行うやり方は交渉を引き延ばすことだった。そのため、彼はフランス宮廷に2月までに合意を形成できなければ戦闘を再開する旨を告知した。またフランスにアレッサンドリアの包囲を解くよう要求した。そして、フランスは驚くほどの善意を示して2月17日に包囲を解いた。
しかし、3月1日に期限が来た時にはオーストリア軍はすでに集結しており、カルロ・エマヌエーレ3世はこれを戦争再開の好機であると考えた。サルデーニャ軍はアスティとアレッサンドリアのフランス駐留軍に向けてゆっくりと進軍、3月5日にアスティを攻撃して3日後にアスティ駐留軍5千人を降伏させた。

## 連合軍のピアチェンツァへの撤退
アスティ駐留軍が降伏したことでフランス軍に大きな問題が生じた。フランス軍の戦意が大きく低下した結果、マイユボワ元帥の軍勢は3月末までに1万5千人を脱走、病気または捕虜で失ってしまい、オーストリア軍の集結がもたらした新しい危険にどう対処すればいいのか決められなかった。マイユボワもフェリペ王子もロンバルディアからの撤退がマドリードの宮廷を激怒させるとして避けたかった。しかし、彼らにとって不幸なことに、オーストリア軍がその決定を下させた。オーストリア軍は巧妙な行軍でフェリペ王子の軍勢をミラノからパヴィーアから撤退させ、4月にはパルマ、レッジョ、グアスタッラが相次いで陥落した。イタリア各地に散らばっている軍を集結させるべく、スペイン軍はマイユボワにフランス軍を西進させて、各地からピアチェンツァへ撤退する連合軍と合流するよう求めた。
しかし、マイユボワ元帥はジェノヴァを通じた連絡線を捨てたくなかったためピアチェンツァへは10個大隊しか送らなかった。スペイン王フェリペ5世と王妃エリザベッタ・ファルネーゼはガージェ伯爵にピアチェンツァに留まるよう命じ、フランス王ルイ15世は両国の同盟を再確認すべく、マイユボワにフランス軍の士気をスペイン軍にゆだねるよう命じた。嫌々ながらも同意したマイユボワは自軍にピアチェンツァへ向かうよう命じ、6月15日には連合軍が再集結した。

## 戦闘の計画
オーストリア軍の人数がガージェ伯爵の軍勢より約1万5千人多かったため、ガージェ伯爵はオーストリアの騎兵突撃のコストを少しでも増やし、スペインの反撃を促すべく、戦闘の計画を立てた。彼はこの計画で戦闘に勝利しようとした。すでにボロボロなピアチェンツァに立てこもらず、ガージェ伯爵は塹壕を掘って砲台用の穴を作るよう命じ、オーストリア軍が攻撃しなければならない防御線にしようとした。彼はまたピアチェンツァの北を哨戒することを命令した。マイユボワが到着したことで連合軍は4万人に膨れ上がったが、食料の調達に困難が生じてしまった。さらに、サルデーニャ軍1万人が西方から進軍してきてオーストリア軍と合流する予定であり、合流が成功するとオーストリア軍の優位はさらに揺るがないものとなる。
サルデーニャ軍が後1日の行軍で到着するため、マイユボワはオーストリア軍に即時攻撃するよう進言した。ガージェ伯爵はここで計画を変更、軍の中央部を薄くして両側を補強した。戦闘が開始すると、オーストリア軍左翼への攻撃で中央部まで押し込む予定であった。また、ガージェ伯爵はマイユボワにフランス軍を最右翼に配置してオーストリア軍右翼を包囲、さらにその後ろを攻撃させた。戦闘開始の日時は16日の日の出とした。
オーストリア軍はそれまでの数か月間を大砲の配置、連合軍の哨戒への攻撃、食料の調達に費やした。すでに勝利ムードだったこともあり、オーストリア軍の戦闘計画は連合軍のそれよりはるかにシンプルなものだった。すなわち、ガージェ伯爵に攻撃させてその部隊を浪費し、連合軍がつかれてきたところで反撃に転じる、というものだった。15日朝、オーストリア軍はピアチェンツァの北へ軍を配置し始めた。フランス軍にとって不幸なことに、オーストリア軍のマクシミリアン・ウリセス・ブロウネ伯爵はマイユボワの戦略を看破して部隊を移動させ、フランス軍の進攻を阻止した。アントニオット・ボッタ・アドルノ侯爵はオーストリア軍右翼を率いたが、彼はただ自軍に警戒せよと命じただけにとどまった。今や、オーストリア軍は準備を整え、連合軍の攻撃を待つのみとなった。

## 戦闘
6月16日朝、オーストリア軍の砲兵は連合軍の軍営へ砲撃を始めた。同時刻には連合軍がオーストリア軍の戦列に突撃を開始したが、マイユボワ元帥の計画は突撃開始から数分後には失敗が明らかとなった。オーストリア軍の後背に襲撃する代わりに、向かっていたカナールの後ろにブロウネの部隊が配置されていたためマイユボワは動揺した。さらにフランス軍は進軍すべき通路を選び間違えた。フランス軍が選んだ狭い谷の通路はボトルネックとなり、そのボトルネックから出てきた矢先にオーストリア軍の猛攻を受けるのであった。マイユボワはさらなる軍勢を投入しようとしたが、オーストリア軍の激しい砲火の下ではそれもできなかった。やがて、ブロウネは自軍にカナールの先に進むよう命じ、フランス軍の突撃は崩壊して多くが狭い通路の中で犠牲となった。
逆側ではガージェ伯爵が自軍をオーストリア軍の戦列まで進み、両軍とも同じほどの勢力であると見えたが、ヨハン・レオポルト・フォン・ベレンクラウ伯爵（Johann Leopold von Bärenklau）がオーストリア騎兵を投入することに成功、スペインの戦列が圧力に耐えかねて崩壊した。スペイン軍はピアチェンツァに向けて撤退、オーストリア軍の追撃も受けた。14時には戦闘が終わり、連合軍のイタリア戦役における望みも潰えた。

## その後
オーストリア軍は約3,400人の損害を出し、700人以上が戦死した。スペイン軍の損害は約9千人でフランス軍の損害は約4千人だった。連合軍のうち、戦死者は約4,500人で捕虜は4,800人、ルイ＝ジョゼフ・ド・モンカルムも捕虜となった。戦闘の後、連合軍は6月27日にピアチェンツァから撤退、オーストリアとサルデーニャ軍の追撃で東へ逃げてジェノヴァ共和国まで後退した。
戦闘はイタリア戦役を終わらせはしなかった。オーストリア軍は勝利に乗じて年末にプロヴァンスを侵攻しようとしたが失敗した。また12月には占領していたジェノヴァで反乱が勃発してオーストリア軍はジェノヴァから追い出された。